# بيير أنطوان فرانسوا هوبر
بيير أنطوان فرانسوا هوبر (بالفرنسية: Pierre Antoine François Huber)‏ هو ضابط فرنسي، ولد في 20 ديسمبر 1775 في زانكت فندل في ألمانيا، وتوفي في 26 أبريل 1832 في باريس في فرنسا.